# Vicente Huidobro
Vicente García-Huidobro Fernández, född 10 januari 1893 i Santiago de Chile, död 2 januari 1948 i Cartagena, var en chilensk författare och poet.
Huidobro föddes i en förmögen familj och debuterade 1911 med diktsamlingen Ecos del alma. 1916 flyttade Huidobro till Paris, där han blev en del av det litterära och konstnärliga avantgardet, och 1917 grundade tidskriften Nord-Sud tillsammans med Guillaume Apollinaire och Pierre Reverdy. Han vistades senare i Madrid, där han 1921–1922 var redaktör för tidskriften Creación. 
1925 återvände Huidobro till Chile, och kom därefter att vistas i Chile och Europa om vartannat. Han engagerade sig även politiskt, och anslöt sig 1933 till Chiles kommunistiska parti. 1938 deltog han i grundandet av den chilenska surrealistgruppen La Mandrágora. Efter att ha upplevt såväl spanska inbördeskriget och andra världskriget, det senare som korrespondent i Paris, återvände Huidobro 1945 till Chile för gott. 
Huidobros kanske mest berömda verk är långdikten Altazor, som ursprungligen skrevs 1919 och utgavs i en omarbetad version 1931. Han är även känd som grundaren av "kreationismen" (creacionismo), en litterär rörelse som eftersträvade att "det poetiska skapandet skulle utgå ifrån ordens och fantasins totala frihet".